# Светски дан шума
Светски дан шума обележава се 21. марта. Овај датум је установљен још 1971. године, када се обележавао као Дан шума, и то на иницијативу Европске пољопривредне конфедерације, како би се указало на значај дрвећа и истакле бројне користи шумске вегетације.

## Историјат
Светски дан шума 2012. године усвојила  је Генерална скупштина Уједињених нација у циљу јачања свести заједнице о значају шума и како би се допринело њиховом очувању и одрживом управљању. Шуме су једни од најсложенијих копнених екосистема. Представљају природно станиште бројним биљкама, животињама, гљивама и микроорганизмима и зато је код њих изражена спратовност, али и међусобна повезаност свих чланова заједнице.

### Шуме у Србији
Србија спада у средње шумовите земље, односно просечне је покривености шумском вегетацијом. Под шумама се налази око 29 одсто територије Србије, према подацима Националног инвентара шума. Шуме у Србији богате су са готово 50 врсти дрвећа, тачније 40 листопадних и 9 четинарских.

## О шумама
Шуме представљају један од најсложенијих екосистема на земљи и драгоцени природни ресурс од изузетног значаја за човека, али и за укупни биодиверзитет. Њихово претерано коришћење довело је до константног смањивања површина под шумом и до деградације животне средине. Обнављање шумских екосистема и повећавање територије под шумом један је од основних предуслова за очување  здраве животне средине и опстанак живота какав познајемо, наведено је у саопштењу Министарства. Шуме су стабилизатор климе са великим утицајем на стабилност свих екосистема, у највећој мери утичу на пречишћавање ваздуха од прашине, других честица и гасова који доспевају у атмосферу, утичу на водни ресурс, квалитет земљишта, а захваљујући својој заштитној функцији спречавају ерозију, клизишта и забаривање земљишта. Шума је станиште бројним врстама биљака и животиња, чији опстанак и развој у значајној мери управо зависи од очувања шуме. Смањење шумског покривача условљава пад квалитета ваздуха што даље утиче на пад здравља становништва и повећава ризик од болести. Подаци показују да је у последњих 20 година дошло до значајнијег крчења шума а да је то уследило због повећања потражње за земљиштем, које се користи за пољопривреду или као нови стамбени простор. Шуме се такође секу због повећаних потреба за папиром и огревом. Глобално гледано, тренд је јасан: шуме убрзано нестају. Храсту лужњаку, познатом као „Славонски храст“, потребно је између 120 и 180 година да потпуно порасте и буде зрео за сечу, док шумокрадицама треба само неколико минута да га посеку. Уништавањем шума настају еколошке промене са штетним последицама, међу којима су првенствено промене земљишта и климе, а с тим у вези и нестанак многих биљних и животињских врста.
Према подацима УН-а, око 13 милиона хектара шуме уништава се годишње.